# Herb gminy Brójce
Herb gminy Brójce – jeden z symboli gminy Brójce.

## Wygląd i symbolika
Herb przedstawia na tarczy w polu srebrnym wieżę kościoła w Kurowicach czerwoną z hełmem zielonym między kłosami złotymi. Wieża należy do kościoła parafialnego w Kurowicach, który jest jednym z najokazalszych zabytków gminy. Kłosy są symbolem rolnictwa.